# Saint-Malo-de-la-Lande
Saint-Malo-de-la-Lande ist eine französische Gemeinde mit 462 Einwohnern (Stand: 1. Januar 2022) im Département Manche in der Region Normandie (vor 2016 Basse-Normandie). Die Gemeinde gehört zum Arrondissement Coutances und zum Kanton Agon-Coutainville. Die Einwohner werden Malouins genannt.

## Geographie
Saint-Malo-de-la-Lande liegt nahe der Atlantikküste auf der Halbinsel Cotentin, etwa sieben Kilometer westnordwestlich von Coutances. Umgeben wird Saint-Malo-de-la-Lande von den Nachbargemeinden Blainville-sur-Mer im Norden und Westen, Gratot im Osten und Nordosten, Tourville-sur-Sienne im Süden und Osten sowie Agon-Coutainville im Südwesten.

## Bevölkerungsentwicklung
| Jahr      | 1962 | 1968 | 1975 | 1982 | 1990 | 1999 | 2006 | 2018 |
| --------- | ---- | ---- | ---- | ---- | ---- | ---- | ---- | ---- |
| Einwohner | 257  | 235  | 224  | 227  | 293  | 304  | 409  | 477  |

Quelle: INSEE

## Sehenswürdigkeiten
- Menhir
- Herrenhaus von Saint-Malo-de-la-Lande aus dem 15. Jahrhundert
- Kirche Saint-Malo aus dem 14. Jahrhundert

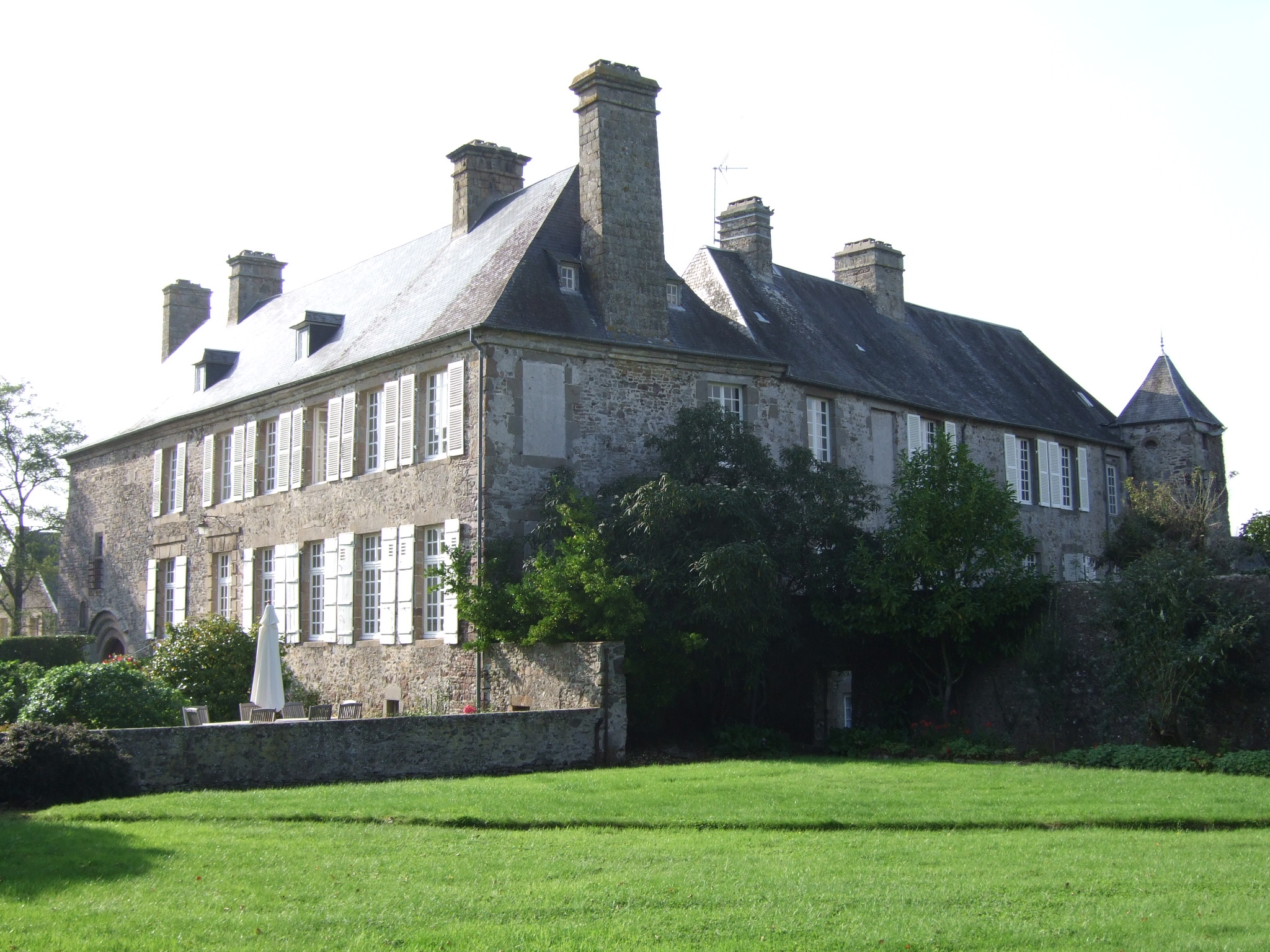
Herrenhaus von Saint-Malo-de-la-Lande
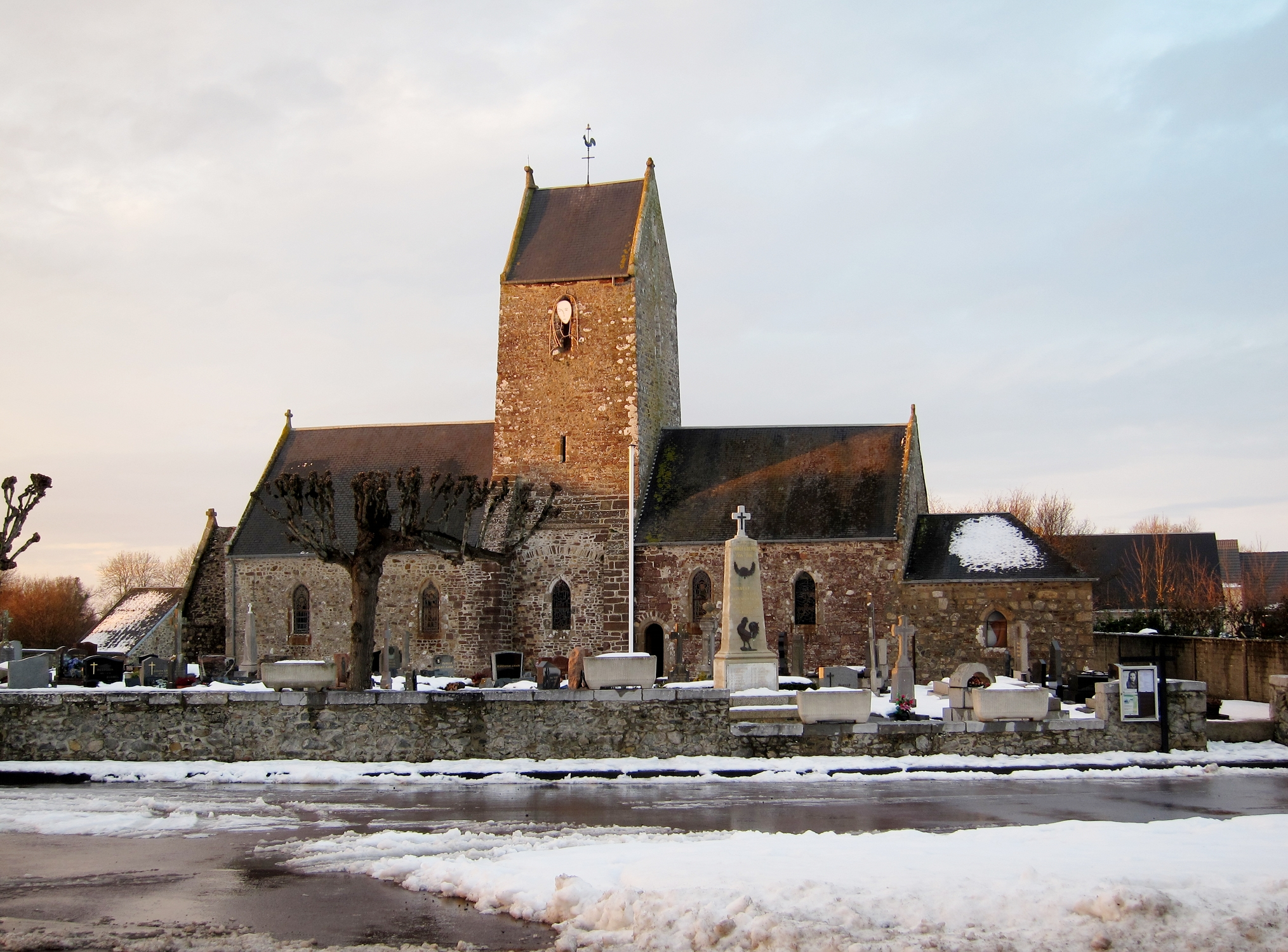
Kirche Saint-Malo

## Persönlichkeiten
- Léon Eyrolles (1861–1945), Politiker und Unternehmer, in den 1920er Jahren Bewohner des Herrenhauses von Saint-Malo-de-la-Lande